# Велф IV
Велф IV (на немски: Welf IV; * 1030/1040, † 9 ноември 1101, Пафос, Кипър) от фамилията Велфи, е като Велф I херцог на Бавария от 1070 до 1077 и от 1096 до 1101 г.

## Биография
Велф IV е син на италианския маркграф Алберто Ацо II д’Есте (996 – 1097) и Кунигунда от Каринтия, сестра на херцог Велф III от Каринтия († 31 март пр. 1055). Така Велф IV, е единствения наследник на велфските владения в Швабия, Реция и Бавария. Неговата баба Имица († след 1055), вдовицата на Велф II († 1030), нарежда да го доведат в Германия, за да поеме наследството, оставено от нейния бездетен син Велф III, което вече определил да е наследено от манастир Алтдорф във Вюртемберг.
Той се жени през 1062 г. за Етелинда Нортхаймска (* 1050; † сл. 1075), наследничка на Графство Емсланд, дъщеря на Ото Нортхаймски, херцог на Бавария. Двамата нямат деца. Неговият тъст е осъден през 1070 г., след което Велф изгонва жена си. На Коледа същата година Велф получава от крал Хайнрих IV трона на Ото в Бавария. През 1070/1071 г. той се жени за овдовялата Юдит (Фауста) от Фландрия.
В борбата за инвеститура Велф е на папската страна, през март 1077 г. той помага за избора на Рудолф Рейнфелденски против Хайнрих, през май е осъден и бяга в Унгария. В неговите владения и служби управлява веднага самият крал. През 1096 г. той се сдобрява отново с императора и получава отново Бавария.
Велф IV участва в Кръстоносния поход от 1101 г. и умира по време на завръщането му от Йерусалим на Кипър. Той е погребан в абатството Вайнгартен.

## Деца
От втория брак на Велф IV с Юдит Фландерска († 5 март 1094) произлизат три деца. Юдит е дъщеря на Балдуин IV (граф на Фландрия) и втората му съпруга Елеанора. Тя е вдовица на ерл Тостиг Годвинсон от Нортумбрия († 1066).
- Велф V (* 1072/73; † 24 септември 1120), след смъртта на баща му 1001 г. като Велф II херцог на Бавария, ∞ 1089, разделен 1095, Матилда Тосканска (* 1046, † 1115), дъщеря на Бонифаций от Каноса, херцог на Сполето
- Хайнрих IX Черния (* 1074/75; † 13 декември 1126), 1120 херцог на Бавария, ∞ Вулфхилда Саксонска († 29 декември 1126), дъщеря на херцог Магнус от Саксония (Билунги)
- Куница († 6 март 1120) ∞ Фридрих Рохо († 12 ноември …), 1086 граф на Дийсен